# Le roi Arthus

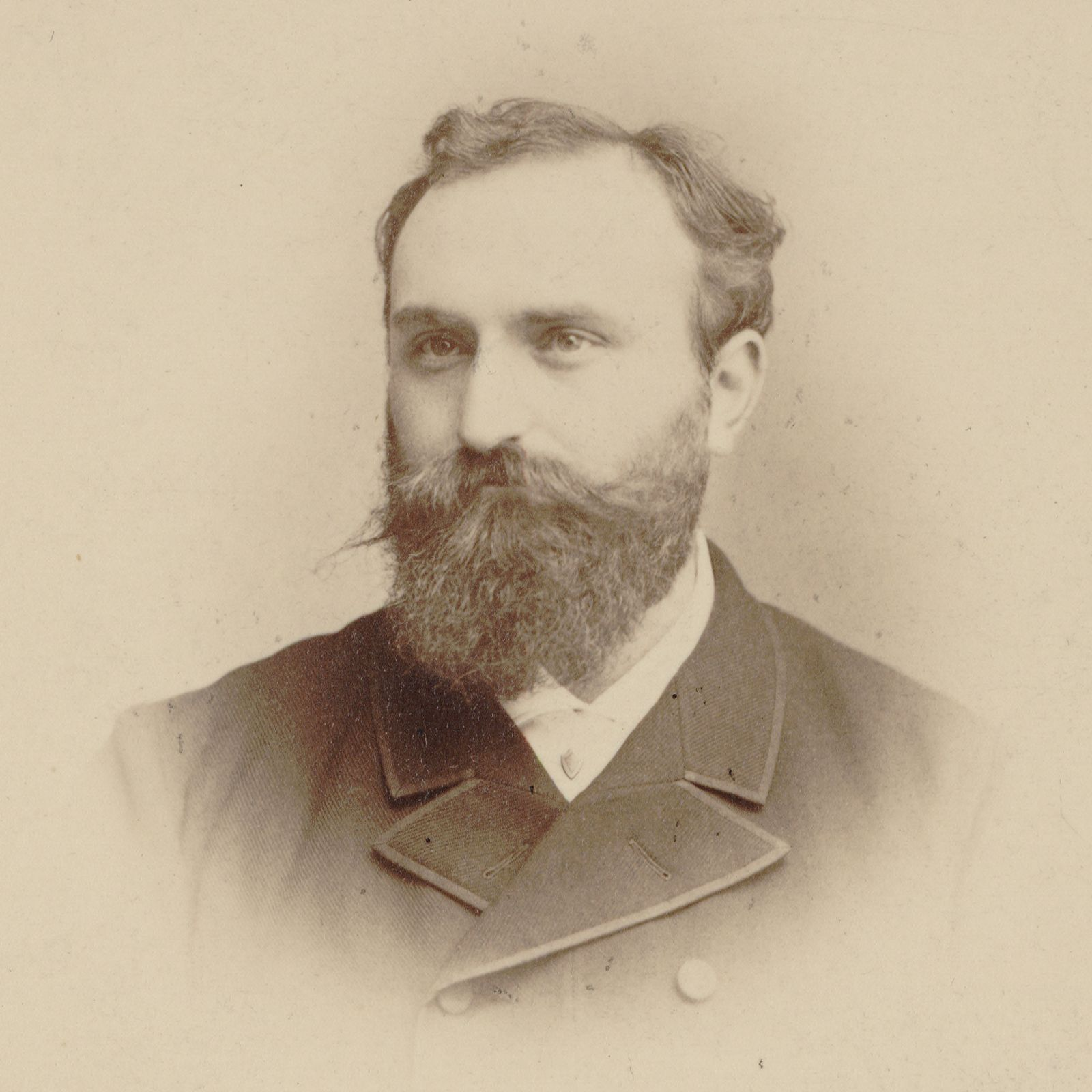
Ernest Chausson.

Le roi Arthus (Kung Arthur) är en fransk opera i tre akter med musik och libretto av Ernest Chausson. Operan uruppfördes den 30 november 1903 på Théâtre Royal de la Monnaie i Bryssel.

## Historia
Chausson beundrade Wagners musik enormt och hans enda fullbordade opera, Le roi Arthus,  är förmodligen den mest lyckade av alla de franska efterapningarna i Wagners stil. Den gjorde aldrig någon större succé i Frankrike men måste ändå anses som det sista Wagner-inflytandet hos de franska tonsättarna innan Debussys mycket anti-Wagnerianska klangvärld tog över.
När Chausson var 24 år (1879) reste han till München för att se Wagners operacykel Nibelungens ring. 1880  såg han Tristan och Isolde och 1882 bevistade han en av de första föreställningarna av Parsifal i Bayreuth. År 1886 började han arbetet med sin opera och slutförde den 1895. Chausson avled 1899 efter att han fallit av sin cykel och slagit huvudet i en tegelvägg. Le roi Arthus hade premiär 3 år senare.

## Personer
- Kung Arthur (baryton)
- Genièvre (mezzosopran)
- Lancelot (tenor)
- Lyonnel (tenor)
- Merlin (baryton)
- Mordred (bas)
- Allan (bas)
- En arbetare (tenor)
- En riddare (bas)
- Riddare, väpnare, pager, barder, hovdamer (kör)

## Handling

### Akt I
Arthus firar segern över Saxarna tillsammans med sin riddare Lancelot, föga anande att denne har en affär tillsammans med hans fru Guenevere. Mordred överraskar de älskande och i den efterföljande striden såras Mordred av Lancelot men lyckas fly. Arthus blir förskräckt över hustruns otrohet och sänder bud efter Lancelot, men denne struntar i kungens order och flyr med Guenevere.

### Akt II
Arthus besöker trollkarlen Merlin som bekräftar hans hustrus kärlek till Lancelot. Merlin berättar sedan att Arthus kungadöme är nära slutet. Arthus svär hämnd och lämnar slottet Camelot med svärdet Excalibur i handen. När Arthus och Lancelot möts vägrar Lancelot att strida och flyr. Guenevere blir förskräckt över älskarens vägran att strida för hennes skull och stryper sig själv med sitt eget hår.

### Akt III
Arthus har förlorat tronen till Mordred. Lancelot och Arthus möts ännu en gång och strider tills Lancelot blir dödligt sårad. Arthus förlåter den döende riddaren och stiger ned i en båt som ska ta honom till Avalon.